# 광양 차사리 용암세장
광양 차사리 용암세장은 대한민국 전라남도 광양시 진월면에 있다. 2015년 2월 17일 광양시의 향토문화유산 제15호로 지정되었다.

## 개요
1964년 운사 안경진의 손녀이며, 초대 전주시장 안상선의 딸인 안영이 소설가로 등단 후 스승인 소설가 황순원 교수와 황동규, 서정범 교수가 휴양한 장소이다. 용암세장의 보존 상태는 양호하나 벽이 허물어지고, 안채의 내림마루기와가 떨어지고 용마루가 훼손되는 등 보존대책이 시급하다. 평면 행태는 광양 지방색을 반영한 근대기 한옥 건축의 특징을 간직하고 있다.